# Rue Stephenson
Rue Stephenson är en gata i Paris 18:e arrondissement. Gatan, som är belägen i Quartier de la Goutte-d'Or, är uppkallad efter den engelske ingenjören George Stephenson. Gatans tidigare namn var Rue des Cinq-Moulins, vilket åsyftar fem kvarnar belägna i grannskapet.
Rue Stephenson börjar vid 23 Rue de Jessaint och slutar vid 21 bis Rue Ordener / 1 Rue Marcadet. Bland de närbelägna sevärdheterna återfinns kyrkan Saint-Denys de la Chapelle.

## Omgivningar
- Saint-Denys de la Chapelle
- Sainte-Jeanne-d'Arc
- Saint-Bernard de la Chapelle
- Square Léon
- Square Saint-Bernard – Saïd Bouziri
- Gare du Nord

## Kommunikationer
- Tunnelbana – linje  – Château Rouge
- Tunnelbana – linje   – Barbès – Rochechouart
- Tunnelbana – linje  – La Chapelle

### Webbkällor
- ”Rue Stephenson”. Mairie de Paris. http://www.v2asp.paris.fr/commun/v2asp/v2/nomenclature_voies/Voieactu/8705.nom.htm. Läst 15 februari 2017.